# Hansapur Kathpula
Hansapur Kathpula (nep. हसनपुर काठपुला) – gaun wikas samiti w środkowej części Nepalu w strefie Dźanakpur w dystrykcie Dhanusa. Według nepalskiego spisu powszechnego z 2011 roku liczył on 878 gospodarstw domowych i 5231 mieszkańców (2680 kobiet i 2551 mężczyzn).